# Lehtinenia bicornis
Espèce
Lehtinenia bicornis est une espèce d'araignées aranéomorphes de la famille des Tetrablemmidae.

## Distribution
Cette espèce est endémique de Hainan en Chine,,.

## Description
Le mâle holotype mesure 1,12 mm et la femelle 1,28 mm.

## Publication originale
- Tong & Li, 2008 : Tetrablemmidae (Arachnida, Araneae), a spider family newly recorded from China. Organisms, Diversity & Evolution, vol. 8, p. 84-98.